# Coleophora chamaedryella
Coleophora chamaedryella é uma espécie de mariposa do gênero Coleophora pertencente à família Coleophoridae.